# 石巻市議会
石巻市議会（いしのまきしぎかい）は、宮城県石巻市の地方議会である。

## 構成
- 定数：30人
- 任期：4年。議会解散が実施されれば任期満了前であっても議員任期は終了する。
- 前回選挙：2022年（令和4年）5月22日投開票[1]

- 選挙区：市全体を1選挙区とする大選挙区制（単記非移譲式）
- 所在地：宮城県石巻市穀町14番1号
- 主な役割：審議、議決、一般質問、代表質問、同意、市政のチェック、請願や陳情の審査、意見書の提出、調査研究、行政行事出席等

### 委員会
- 議会運営委員会
- 広報広聴委員会

#### 常任委員会
- 総務企画常任委員会
- 環境教育常任委員会
- 保健福祉常任委員会
- 産業建設常任委員会

#### 特別委員会
- 総合防災対策特別委員会
- 地域交通対策特別委員会
- 少子化対策特別委員会

### 定例会
- 2月、6月、9月、12月

### 事務局
- 議会事務局（総務係、議事調査係）

## 会派
| 会派名               | 議員数 | 所属党派           | 議員名（◎は代表者）                                                      | 女性議員数 |
| -------------------- | ------ | ------------------ | ------------------------------------------------------------------------ | ---------- |
| ニュー石巻           | 7      | 無所属             | 奥山浩幸、阿部久一、阿部浩章、千葉正幸、丹野清、安倍太郎、早川俊弘       | 0          |
| 石巻颯（はやて）の会 | 7      | 無所属             | 後藤兼位、阿部正敏、山口荘一郎、宇都宮弘和、我妻久美子、谷祐輔、西條正昭 | 1          |
| 日高見会             | 4      | 無所属             | 星雅俊、阿部和芳、都甲マリ子、楯石光弘                                   | 1          |
| 公明党               | 3      | 公明党             | 渡辺拓朗、櫻田誠子、鈴木良広                                             | 1          |
| 石巻あかつきの会     | 3      | 無所属             | 木村美輝、勝又和宣、原田豊                                               | 0          |
| 石巻市民クラブ       | 2      | 無所属             | 大森秀一、高橋憲悦                                                       | 0          |
| 無会派               | 2      | 日本共産党1 無所属 | 齋藤澄子、遠藤宏昭(議長)                                                 | 0          |
| 計                   | 28     |                    |                                                                          | 3          |

（2024年8月19日現在）

## 議員報酬等
| 役職   | 報酬            | 政務活動費 |
| ------ | --------------- | ---------- |
| 議長   | 月額 54万5000円 | 月額 3万円 |
| 副議長 | 月額 48万1000円 | 月額 3万円 |
| 議員   | 月額 44万4000円 | 月額 3万円 |

※別途、年2回期末手当あり